# Festival da Canção Portuguesa 1958
O I Festival da Canção Portuguesa foi o primeiro Festival da Canção Portuguesa, que teve lugar no dia 21 de janeiro de 1958 no Cinema Império, em Lisboa.

## Festival
Nesta altura funcionava em Lisboa o Centro de Preparação de Artistas de Rádio, fundado por António Ferro há quase duas décadas, e era dirigido pelo professor e antigo cantor lírico Motta Pereira. Este Centro era frequentado pela geração de cançonetistas que dominariam o meio durante mais de uma década, como Maria de Fátima Bravo, Simone de Oliveira, Madalena Iglésias, Alice Amaro, Artur Garcia e Maria Marize.
O Centro recrutava candidatos através de anúncios na Emissora Nacional e aceitava os cantores mais promissores. Mas nesta época o professor queria demonstrar ao público a qualidade dos artistas que faziam parte do Centro. Por isso, a 14 de janeiro de 1958, foi publicado no Diário de Notícias um anúncio da realização do I Festival da Canção Portuguesa no Cinema Império, em Lisboa. Anunciaram ainda que no início do festival seria apresentada ao público pela primeira vez a cantora Simone de Oliveira, que ficaria fora do concurso.
O festival realizou-se a 21 de janeiro e contou com a participação de Rui de Mascarenhas, Maria Amélia Canossa, Domingos Marques, Isabel Wolmar, Artur Ribeiro, Maria de Fátima Bravo, Júlio Guimarães, Tristão da Silva, Maria José Valério, José António, Guilherme Kjölner e Maria de Lourdes Resende. Tal como foi anunciado previamente, Simone de Oliveira atuou fora do concurso, interpretando as canções "O Burrinho", "Adeus" de Raúl Ferrão e "Os Três Santos Populares".
No final, cada autor recebeu uma medalha comemorativa, não havendo um vencedor. Mas "Vocês Sabem Lá" de Maria de Fátima Bravo teria sido a vencedora se o festival fosse de cariz competitivo, pois foi aclamada pelo público, que exigiu que a canção voltasse a ser interpretada. "Vocês Sabem Lá" permaneceu no "top" das preferências até 1960.
| #   | Artista                  | Canção                  |
| --- | ------------------------ | ----------------------- |
| 1º  | Rui de Mascarenhas       | "Serenins de Queluz"    |
| 2º  | Maria Amélia Canossa     | "Tudo é Portugal"       |
| 3º  | Domingos Marques         | "Agora nunca mais"      |
| 4º  | Isabel Wolmar            | "Viela"                 |
| 5º  | Artur Ribeiro            | "Sol do Alentejo"       |
| 6º  | Maria de Fátima Bravo    | "Desencanto"            |
| 7º  | Júlio Guimarães          | "Maria do Céu"          |
| 8º  | Tristão da Silva         | "Senhora da Nazaré"     |
| 9º  | Maria José Valério       | "A folha da hera"       |
| 10º | José António             | "Como se fazem canções" |
| 11º | Maria de Fátima Bravo    | "Vocês Sabem Lá"        |
| 12º | Guilherme Kjölner        | "Duas caras"            |
| 13º | Maria de Lourdes Resende | "Lisboa feliz"          |